# دانکروده
دانکروده (به آلمانی: Dankerode) یک منطقهٔ مسکونی در آلمان است که در هارتسگروده واقع شده‌است. دانکروده ۸۰۲ نفر جمعیت دارد.